# 梅窩碼頭

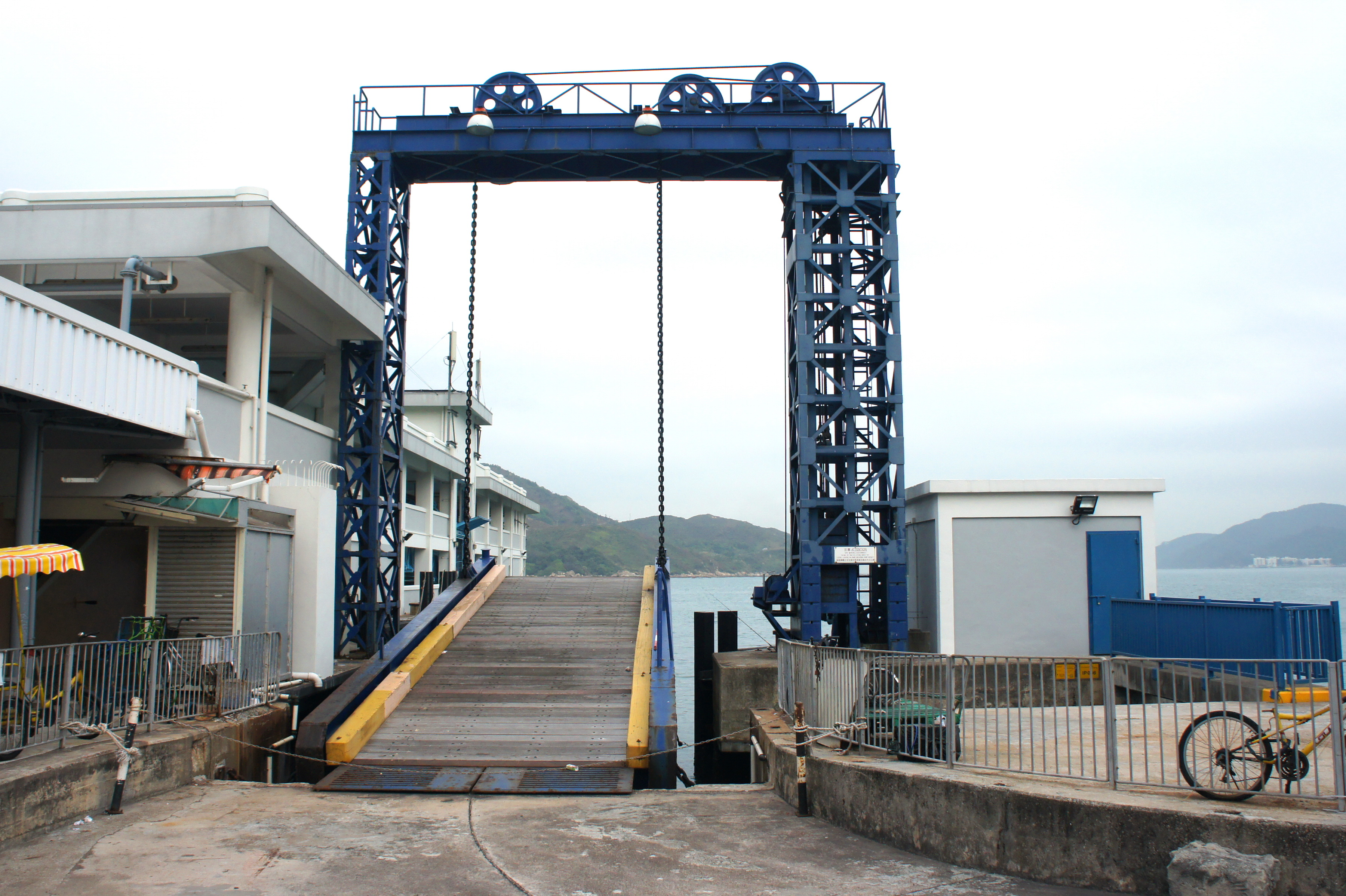
梅窩汽車渡輪碼頭，現已停用。

梅窩渡輪碼頭（英語：Silvermine Bay Ferry Pier）是香港大嶼山银矿湾的渡輪碼頭，現時有新渡轮提供服務，往返5个地方。

## 歷史
1950年代，梅窩碼頭正式啟用，當時是大嶼山島上唯一的渡輪碼頭。同時政府開始在大嶼山大興土木，包括興建石壁水塘，並興建嶼南道以方便從陸路運送建築工人和物料。嶼南道的落成，梅窩開始出現公共交通工具，九巴更在1960年4月開辦大嶼山首條專營巴士路線，即1號巴士的前身，以梅窩為總站，開往長沙海灘。
1965年，九巴撤出大嶼山巴士的業務，大嶼山之間的公共交通服務頓時完全真空。於是政府便開放大嶼山的公共交通服務，大嶼山鄉民的客車均可向警務處申請非獨有經營權，以提供公共交通服務島內居民自組巴士公司提供巴士服務，但出現惡性競爭使服務質素低落，直至1973年合組成新大嶼山巴士才有所改善。
新大嶼山巴士於1974年4月1日取得為期5年的大嶼山巴士路線非獨有經營權，同時接辦大嶼山島內多條巴士路線，梅窩碼頭自此成為大嶼山的交通樞紐。當時前往大嶼山各地包括寶蓮寺、大澳等地的必經之處，市民都會先在中環碼頭及尖沙咀公眾碼頭（只限假日）乘搭渡輪到該處轉乘巴士前往，故此該碼頭遊人絡繹不絕（尤以假日為甚）。
直至1997年青嶼幹線開通，1998年港鐵東涌綫通車，以及2020年屯門至赤鱲角連接路啟用，市民更可乘搭巴士或港鐵到東涌站轉乘巴士前往大嶼山各地（包括梅窩），暫未必到中環乘搭渡輪，因此該碼頭的使用量輕微下跌。但往來港島的市民因交通費較途經東涌轉車（特別是5次發生意外及事故而影響）為低及直接，仍然有一定客量支持。
展望未來，梅窩居屋入伙後，因應居民增加而運輸需求增長下，此碼頭客量可望得以提升。
為了改善梅窩碼頭一帶情況，政府向立法會申請撥款9億7030萬港元，進行梅窩第二期改善工程。工程內容包括沿現有梅窩熟食市場對開海濱興建行人路，興建行人路、單車徑和行車道，重建巴士總站、單車泊車處以及公眾停車場，暫時關閉梅窩滅火輪碼頭，並在工程期間改建為公眾碼頭。同時，有40年歷史的梅窩熟食中心將改建為16個檔位的美食廣場，並設有落地玻璃，食客用餐時可以欣賞海邊的景色，現有的三個冬菇亭大排檔、公廁和休憩處將改建為兩層高的綜合大樓。

## 渡輪航線
梅窩至中環航線（昔日大嶼山居民主要依賴此渡輪往返市區）
- 由新渡輪營運

橫水渡航線（來往長洲、坪洲及芝麻灣）
- 由新渡輪營運

梅窩至愉景灣航線
- 由坪洲街渡營運

## 鄰近
- 梅窩
- 梅窩巴士總站
- 李府界石
- 梅窩登岸處